# Phyoe Phyoe Aung
Phyoe Phyoe Aung (Burmesiska: ဖြိုးဖြိုးအောင်) född 25 augusti 1988, är en myanmarisk studentaktivist och tidigare politisk fånge från Myanmar (Burma).
Aung är dotter till aktivisten U Nay Win och arbetade tillsammans i maj 2008 med sin far för att hjälpa offer för cyklonen Nargis som, en katastrof som innebar 150 000 döda eller saknade och som kom att påverka 2,4 miljoner människor. Militären som styrde Myanmar (då Burma) försenade hjälpinsatser och Aung startade med sin far organisationen The Group that Buries the Dead för att ta hand om döda. På grund av detta sattes både Aung och hennes far i fängelse, anklagade för att ha brutit mot regimens lagar. Hennes far hade precis suttit fängslad i 16 år för sin aktivism.
Aung släpptes ur fängelset 2011 och fortsatte sina studier och engagerade sig i All Burma Federation of Student Unions (ABFSU) där hon blev generalsekreterare. Via organisationen krävde hon och andra studenter reformer av landets utbildningssystem med ett decentraliserat och mer fritt akademiskt system.
2015 arrangerades fredliga demonstrationer över hela landet där Aung var en av arrangörerna. Hon blev arresterad samma år och fängslades tillsammans med flera andra studenter som varit med vid demonstrationerna.
Amnesty arrangerade kampanjen Skriv för frihet där människor från hela världen skickade brev för att be om hennes frigivning. I april 2016 lades åtalet mot henne och de andra studentledarna ner.  
År 2021 tilldelades Aung International Women of Courage Award. 